# Lasioderma kiesenwetteri
Lasioderma kiesenwetteri is een keversoort uit de familie klopkevers (Anobiidae). De wetenschappelijke naam van de soort is voor het eerst geldig gepubliceerd in 1899 door Schilsky.